# 91-й армейский корпус (вермахт)
91-й армейский корпус (нем. LXXXXI. Armeekorps), сформирован 7 августа 1944 года.

## Боевой путь корпуса
В августе 1944 года — дислоцировался в северной Греции (в районе Салоник). Осенью 1944 — отведён в Сербию.
В 1945 году — отведён в Хорватию. В мае 1945 — корпус отошёл в Австрию (Штирмарк), сдался британским войскам.

## Состав корпуса
В сентябре 1944:
- 968-я крепостная бригада

В мае 1945:
- 104-я лёгкая пехотная дивизия
- 4-я хорватская пехотная дивизия
- 13-я хорватская пехотная дивизия

## Командующий корпусом
- С 9 октября 1944 — генерал пехоты Вернер фон Эрдмансдорф (9 мая 1945 взят в британский плен, 4 июня 1945 передан британцами партизанам Тито, 5 июня 1945 — убит)